# Подільські вісті
«Поді́льські ві́сті» — щотижнева суспільно-політична україномовна газета, яка виходить у Хмельницькому. Виходить у четвер. Розповсюджується в населених пунктах Хмельницької області.

## Історія
Датою заснування часопису вважається 10 лютого 1918 року, коли в Кам'янці-Подільському побачило світ перше число газети «Известия Каменец-Подольского Совета рабочих и солдатских депутатов».
Газета належала Хмельницькій обласній раді до 2 червня 2016 року, коли була роздержавлена згідно з вимогами закону України «Про реформування державних і комунальних друкованих засобів масової інформації».